# Julius Riemer
Julius Riemer (* 4. April 1880 in Berlin; † 17. November 1958 in Lutherstadt Wittenberg) war ein deutscher Fabrikant, natur- und völkerkundlicher Sammler und Museumsgründer.

## Leben als Fabrikant und Sammler
Julius Riemer wuchs als erstes Kind einer Berliner Fabrikantenfamilie auf. Als ältester Sohn war er als Haupterbe der Fabrik vorgesehen. Sein Hauptinteresse galt zeitlebens jedoch der Wissenschaft, die er aber aus zeitlichen und familiären Zwängen nicht ausüben konnte. Das Sammeln wurde ihm hier zu einem Ersatz: Der Besuch des 1889 eröffneten Museums für Naturkunde in Berlin zusammen mit seinem Großvater wurde für den neunjährigen Julius Riemer zu einem Schlüsselerlebnis. Seitdem sammelte er zoologische Präparate. So besaß er bereits mit 14 Jahren über 30 präparierte Tiere. Dafür vernachlässigte er zeitweilig die Schule, was zu Konflikten mit der Familie führte. Dennoch übernahm er schließlich die elterlichen Fabrikationsstätten und vergrößerte sie. Im Bereich der Produktion von Lederhandschuhen war die Firma in den 1940er Jahren führend in Deutschland.
Riemer nutzte Geschäftsreisen innerhalb Deutschlands regelmäßig zur Erweiterung seiner Sammlung. Hierzu pflegte er Kontakte mit öffentlichen Museen, Privatsammlern und Händlern. Er kaufte und tauschte Objekte und erweiterte beständig sein Wissen. Seine Sammelobjekte bezog Riemer aus allen Kontinenten. Reisen in Länder außerhalb Europas unternahm er zeitlebens nicht, förderte aber verschiedene Forscher, die ihm zum Dank Objekte zukommen ließen. Außerdem kaufte er systematisch ganze Sammlungen auf, zum Beispiel erwarb er 1939 die mehr als 1000 ethnologische Objekte aus Afrika und der Südsee umfassende Sammlung von Eugen Hintz. Die Sammlung enthielt insbesondere natur- und völkerkundliche Objekte. Ende der 1940er Jahre besaß er eine der größten und wertvollsten natur- und völkerkundlichen Privatsammlungen Deutschlands. Der Schwerpunkt innerhalb des ethnologischen Sammlungsteiles lag dabei auf Afrika und Ozeanien. Unter den Naturalien waren Mineralien, Versteinerungen, Federn, Schädel sowie Knochen, gepresste Pflanzen, Mollusken und Insekten. Sein Hauptinteresse galt dabei der Zoologie – dieser Teil der Sammlung war als der beste und umfangreichste in einer Privatsammlung in Deutschland überhaupt bekannt. Die Sammlung enthält bis heute mehrere zehntausend Objekte von teilweise sehr hohem wissenschaftlichen Wert. So besitzt das Museum das Skelett eines ausgestorbenen Riesenalks und eine sehr systematische Sammlung ethnographischer Stücke aus Ozeanien, daneben größere Bestände aus Afrika und einzelne Exponate aus Amerika.
In Folge des Luftkrieges entschloss Riemer sich dazu, einen Teil seiner Sammlung in sein Haus nach Sieversdorf zu bringen, und mietete außerdem bei Bauern Scheunen und andere Grundstücke an. Riemers Häuser in Berlin wurden im Krieg zum Teil schwer beschädigt. Bei der Zerstörung seiner Stadtvilla unweit des Roten Rathauses in Berlin im Januar 1944 ging etwa ein Drittel der Sammlung verloren.
Riemers Fabrikationsstätten wurden nach Kriegszerstörungen zum Teil aufgegeben, zum Teil nach dem Krieg vergesellschaftet. Riemers jüngerer Bruder arbeitete in den 1950er Jahren als Geschäftsführer des nun staatlichen Werkes bei Dessau.
Julius Riemer war insgesamt dreimal verheiratet, wobei über seine ersten beiden Ehen kaum Informationen vorliegen. Von seiner ersten Frau Luzie ließ er sich in den 1930er Jahren scheiden, seine zweite Frau Hedwig starb 1945 nach langer Krankheit. Julius Riemer war ab 1947 in dritter Ehe mit seinem Patenkind, der studierten Museologin Charlotte Mathieu, verheiratet.

## Höhlenforschung und Kontakt zu Benno Wolf
Riemer engagierte sich in mindestens 20 wissenschaftlichen Vereinen und Gesellschaften, u. a. in der bis heute bestehenden Berliner Gesellschaft für Anthropologie, Ethnologie und Urgeschichte. Sein besonderes Interesse galt der Höhlenforschung. Julius Riemer war dem bekanntesten deutschen Höhlenforscher Benno Wolf freundschaftlich verbunden. Wolf war getaufter Christ, hatte aber jüdische Wurzeln. In der für Benno Wolf immer schwieriger werdenden NS-Zeit war Riemer eine wichtige Stütze für ihn – er half Wolf, wo er nur konnte, auch mit finanziellen Zuwendungen. Vom 5. September 1936 stammt das Vermächtnis von Benno Wolf, in dem er Julius Riemer sein wissenschaftliches Material vermachte (KNOLLE 1990). Auch übernahm Riemer auf Wolfs Bitte ab 1937 die Redaktion der Höhlenforscher-Hauptverbandszeitschrift; nur der letzte Doppeljahrgang der Zeitschrift stammt aus der Redaktionsfeder von Florian Heller. Zeitweise war Riemer auch der amtierende Hauptverbandsvorstand. Als der Druck der Nazis stärker wurde, sah sich Riemer genötigt, am 15. August 1939 den später im Nürnberger Ärzteprozess zum Tode verurteilten Ahnenerbe-Reichsgeschäftsführer Wolfram Sievers seiner Kooperation zu versichern, um Misstrauen abzubauen.
Am 11. Mai 1941 wurde in Salzburg der Reichsbund für Karst- und Höhlenforschung gegründet; damit war die Gleichschaltung der deutschen und österreichischen Höhlenforschung erreicht. Riemer ließ sich in den Vorstand wählen und bekleidete das Amt des Kassenwarts und war – gemeinsam mit Florian Heller – Schriftleiter. Der alte Hauptverband existierte weiter. Im Oktober 1942 verzichtete Riemer „aus gesundheitlichen Gründen“ auf die Ämter – in Wahrheit waren es andere Gründe. Denn am 6. Juli 1942 war Benno Wolf – 71 Jahre alt – von der Gestapo verhaftet und mit dem 17. Alterstransport aus Berlin in das Ghetto Theresienstadt deportiert worden. Julius Riemer konnte ihm nun kaum noch helfen und wusste auch nicht, was Wolf widerfahren war. Er schrieb 1947, Wolf sei damals „spurlos verschwunden“. Die Details der Verschleppung und des Todes von Wolf konnten erst nach dem Zusammenbruch des NS-Regimes geklärt werden. Am 25. April 1947 vermachte Riemer der Naturhistorischen Gesellschaft Nürnberg, Abteilung für Karstforschung, per Vollmacht die in Pottenstein befindlichen Nachlassmaterialien von Benno Wolf.

## Museum für Natur- und Völkerkunde

### Entwicklung des Museums bis zur Schließung 2011
Julius Riemer erhielt nach 1945 vom Provinzialpfarrer und Biologen Otto Kleinschmidt das Angebot, im Schloss Wittenberg als Erweiterung zum dortigen Kirchlichen Forschungsheim ein Natur- und Völkerkundemuseum einzurichten. Julius Riemer pflegte bereits seit Jahrzehnten sowohl private als auch geschäftliche Kontakte nach Wittenberg und in dessen Umgebung. Im Jahre 1947 war der Umzug der Sammlung abgeschlossen. 1949 erfolgte die Eröffnung der ersten Ausstellungsräume, 1954 die Gründung des Museums für Natur- und Völkerkunde aus seiner Privatsammlung, das er bis zu seinem Tode 1958 leitete. Seine Frau Charlotte Riemer, die ihren Mann als studierte Museologin bereits beim Aufbau des Museums unterstützt hatte, führte das Museum fort und erweiterte es wesentlich. Im Zusammenhang mit der von der DDR geplanten Konzentration ethnologischer Sammlungen an vier Standorten gelangten zahlreiche Leihgaben und Schenkungen anderer Museen an das Museum in Wittenberg, das als Neugründung die drei traditionellen ethnologischen Museums-Standorte in Leipzig, Dresden und Herrnhut ergänzte.
Das Museum nahm zwei Etagen im Wittenberger Schloss ein. In der unteren Etage befand sich die naturkundliche Ausstellung mit den Themenbereichen Evolution, zoologische Systematik und Physiologie und jeweils einem Saal mit Primaten und Huftieren; in der oberen Etage befanden sich Ausstellungen zu den Kulturen Afrikas und Ozeaniens, dazu kleinere Bereiche zum Alten Ägypten und zum präkolumbischen Amerika. Ein Bereich zur Natur Ozeaniens und eine Sonder-Ausstellung zur Ethnologie Japans ergänzen die ethnologische Abteilung. Dieses Ausstellungskonzept wurde nach dem Tod von Frau Riemer umgestaltet und modernisiert, blieb aber im Wesentlichen bis 2011 erhalten.
Offizieller Leiter des Museums war ab 1990 bis zu seiner Pensionierung 2001 der Ethnologe Klaus Glöckner (verstorben 2018), der seit 1980 in verschiedenen Funktionen am Museum arbeitete. Er richtete in dieser Zeit zahlreiche Sonderausstellungen aus oder holte diese an das Museum. Klaus Glöckner war in der Region besonders für seine rege naturwissenschaftliche Bildungsarbeit bekannt. Mit dem Tod von Julius Riemers Witwe 2002 ging die Sammlung durch einen Erbvertrag an die Stadt Wittenberg über. Damit wurde die Sammlung Teil der städtischen Sammlungen unter Leitung von Andreas Wurda.

### Magazinierung der Ausstellung und Pläne zur Neukonzeption
Da das Wittenberger Schloss ab 2011 mit Blick auf das Lutherjahr 2017 vollständig saniert und architektonisch umgestaltet wurde, musste die dortige Ausstellung mit Objekten der Julius Riemer Sammlung ausziehen und wurde magaziniert. Ein größerer Bestand von ethnologischen Objekten, der als Leihgabe in Wittenberg aufbewahrt und ausgestellt wurde, kam wieder zurück zu seinem ursprünglichen Standort, dem Naturkundemuseum Mauritianum in Altenburg (Thüringen).
Da für das Schloss eine neue Nutzung angedacht war, begann die Suche nach einem neuen Standort der verbliebenen Sammlung. Dabei wurde auch die Möglichkeit einer dauerhaften Einlagerung der Sammlung erwogen. Eine Bürgerinitiative, die ab 2013 in den Verein Freundeskreis Julius-Riemer-Sammlung e. V. umgewandelt wurde, setzte sich dagegen für eine Neukonzeption der Sammlung ein. Um dieses Ziel zu erreichen, warb sie mit zahlreichen Veranstaltungen für eine Erhaltung der Sammlung und für deren museale und wissenschaftliche Rezeption. Unterstützung erhielt der Verein dabei von Wissenschaftlern aus ganz Deutschland. Seit 2013 ist der Primatenforscher Carsten Niemitz  Schirmherr des Freundeskreises der Riemer-Sammlung.
Seit 2014 legte die Stadt erste Pläne zur Wiedereröffnung der Riemer-Sammlung im Kontext des geplanten Museumskomplexes am Arsenalplatz vor.
Im März 2015 wurde das Erdgeschoss im Museum der städtischen Sammlungen im Zeughaus in Wittenberg eröffnet: Ausgestellt werden auf dreihundert Quadratmetern achtzehn „Kronjuwelen“ der Stadt, darunter drei Objekte aus der Sammlung von Julius Riemer als Verweis auf die im selben Gebäude geplante Dauerausstellung zur Natur- und Völkerkunde mit Stücken aus der Riemer-Sammlung.

### Die neue Dauerausstellung „Riemers Welt“
Seit dem 21. Dezember 2018 verfügt die Sammlung wieder über eine Dauerausstellung. Im zweiten Obergeschoss des Zeughauses werden ca. 1500 Exponate der Sammlung Julius Riemers auf ca. 500 Quadratmeter Ausstellungsfläche gezeigt. Es werden überwiegend und zu etwa gleichen Teilen Objekte der Natur- und Völkerkunde präsentiert. Daneben ist ein kleinerer Ausstellungsbereich vorhanden, der sich biographisch mit Julius Riemer als Sammler und Mäzen auseinandersetzt. Die Ausstellung mit dem Titel „Riemers Welt“ hat den Charakter eines Schaumagazins. Über je 15 Leitobjekte aus Natur- und Völkerkunde werden wissenschaftliche Inhalte vermittelt, um die große Zahl der ausgestellten Exponate didaktisch zu erschließen. Im Zentrum der Ausstellung befindet sich eine Installation in der Form eines Karussells, die spielerisch ethnologische und naturwissenschaftliche Exponate in Beziehung setzt. In mehrjähriger Vorbereitungszeit wurde diese Ausstellung der Städtischen Sammlungen Wittenberg in Kooperation mit dem Freundeskreis der Julius-Riemer-Sammlung erarbeitet. Es ist die einzige permanente ethnologische Ausstellung in Sachsen-Anhalt, die Exponate von verschiedenen Kontinenten präsentiert.

### Ethnologische Sonderausstellungen
Im Jahre 2016 traten die städtischen Sammlungen Wittenberg in Kooperation mit dem Freundeskreis der Julius Riemer Sammlung wieder mit einer ethnologischen Sonder-Ausstellung an die Öffentlichkeit. Im Zeughaus wurden bei der Ausstellung „Die Entdeckung des Individuums“ Skulpturen der westafrikanischen Lobi ausgestellt, die aus der Sammlung des Berliner Architekten Rainer Greschik stammten. Im Anschluss übergab der Sammler eine Reihe von Objekten an die Stadt. Damit wurde nicht nur die durch Riemer angestoßene Tradition der Schenkung ethnologischer Objekte fortgesetzt, sondern durch eine in der Riemer-Sammlung bisher noch nicht vertretene Ethnie auch der Bestand der städtischen Sammlungen erweitert. Die Sonder-Ausstellung stellte bewusst einen Ausblick auf die geplante Dauerausstellung im gleichen Haus dar. Seit Dezember 2017 wird dieses Konzept mit der zum Abschluss des Lutherjahres konzipierten kulturvergleichenden Sonderausstellung „Objekte der Verehrung – Materielle Zeugnisse von Glauben, Ehrfurcht und Gedenken in den Kulturen der Menschheit“ fortgesetzt. Gezeigt werden Reliquien, Votive und andere Kultgegenstände von sechs Kontinenten und aus drei Jahrtausenden. Dabei wurden erstmals seit 2012 auch wieder naturkundliche und völkerkundliche Objekte der Julius Riemer-Sammlung in einem thematischen Zusammenhang ausgestellt. Da der Großteil der Riemer-Sammlung mit Blick auf die 2018 geplante Neupräsentation jedoch noch nicht zur Verfügung stand, wurde auch in dieser Ausstellung wesentlich auf Leihgaben zurückgegriffen. Durch ausdrücklichen Bezug zum einstigen Wittenberger Heiltum und durch die pointierte Präsentation ausgewählter Objekte der Riemer-Sammlung und der Sammlungen zur Stadtgeschichte wurde die für die künftige Dauerausstellung angestrebte museale Einheit aller städtischen Sammlungen im Zeughaus inhaltlich bekräftigt. Für beide Sonderausstellungen konnte der Ethnologe Nils Seethaler als wissenschaftlicher Berater gewonnen werden. Er vermittelte auch die externen Leihgaben und organisierte deren Verbringung nach Wittenberg.